# Lempire
Lempire es una comuna francesa situada en el departamento de Aisne, de la región de Alta Francia.

## Geografía
Está ubicada a 16 km al noroeste de San Quintín.

## Demografía
| 144 | 124 | 122 | 113 | 127 | 107 | 90 | 101 | 99 | 92 | 108 | 116 |
| Para los censos de 1962 a 1999 la población legal corresponde a la población sin duplicidades (Fuente: INSEE [Consultar]) |     |     |     |     |     |    |     |    |    |     |     |